# Steuerdelikt
Unter Steuerdelikt, Steuerstraftat, Steuervergehen, Steuerzuwiderhandlung, Steuerbetrug, in Österreich fachlich speziell auch Finanzstraftat/-vergehen/-delikt, versteht man allgemein die Verstöße gegen Steuerrecht – in der deutschen Rechtssprache bezeichnet Vergehen meist minder schwere, Straftat alle mit Strafe geahndete Rechtsbrüche, die Bezeichnungen wie auch der Umfang des konkreten Begriffs der nationalen Rechtssetzungen sind vielfältig. Neben Steuern im Allgemeinen umfasst der Begriff auch Verstöße gegen Einfuhr- und Ausfuhrabgaben, wie Zollbestimmungen und Ähnliches. Steuerdelikte sind Teil der Wirtschaftskriminalität. Zu unterscheiden sind Steuerdelikte prinzipiell von der Steuervermeidung.

## Grundlegendes
Zu den Steuer-/Finanzvergehen gehören beispielsweise:
- nicht korrekte Steuererklärungen (Steuerhinterziehung im landläufigen Sinne oder leichtfertige Steuerverkürzung)
- durch Steuerbetrug erlangte Auszahlungen des Finanzamtes beim Vorsteuerabzug z. B. durch Karussellbetrug oder bei der Rückerstattung der Kapitalertragsteuer z. B. durch Dividendenstripping
- Steuerzeichenfälschung (Manipulation von Steuerbanderolen)
- Schmuggel (Verstöße gegen Zollbestimmungen)
- Steuerhehlerei/Zollhehlerei (Handel mit nicht konform deklarierten Waren)

Vergehen wie Verletzung des Steuergeheimnisses (durch Behörden) werden nicht zu den Steuervergehen gerechnet, sie gehören zum öffentlichen Recht.
Steuervergehen im klassischen Sinne des Nichtbezahlens von Steuern und Abgaben finden sich schon in frühneuzeitlichen Rechtssetzungen unter Strafe gestellt und entwickeln sich im 19. Jahrhundert vollständig aus (etwa österreichisches Gefällsstrafrecht 1836). Die Unterscheidung von Steuervergehen und Steuervermeidung findet sich etwa im England der 1860er Jahre. Erste wissenschaftliche Untersuchungen stammen aus den 1960er Jahren (etwa Gary Becker 1968, Economics of crime) Synonym u. a. für Zoll- und Steuerbetrug steht der veraltete Ausdruck Defraudation (lat. „defraudare“ = betrügen, von fraus, fraudis = Betrug, Täuschung, Verbrechen, Frevel). Im engeren Sinne galt als Defraudant eine Person, die sich der Entrichtung öffentlicher Abgaben dem Staat oder der Gemeinde gegenüber, insbesondere also der Hinterziehung von Zöllen und indirekten Steuern oder öffentlichen Geldern schuldig gemacht hatte, z. b. in Hessen und in Schweden im 19. Jahrhundert.
Durch die Internationalisierung des Finanzhandels sind zahlreiche neue strafwürdige Sachverhalte aufgetreten. Das Fehlen internationaler Regelungen des Steuerrechts führt dazu, dass es vielfältige zwischenstaatliche Abkommen zur Thematik gibt.

## Deutschsprachiger Rechtskreis

### Deutschland
In Deutschland umfasst das Steuerstrafrecht:
- Steuerstraftaten (Zollstraftaten) gem. § 369 Abs. 1 AO:
  - Taten, die nach den Steuergesetzen strafbar sind,
  - Bannbruch (§ 372 AO),
  - Wertzeichenfälschung und deren Vorbereitung, soweit die Tat Steuerzeichen betrifft,
  - Begünstigung einer Person, die eine Tat nach den Nummern 1 bis 3 begangen hat,

außerdem die Steuerhinterziehung (§ 370 AO), der gewerbsmäßige, gewaltsame und bandenmäßige Schmuggel (§ 373 AO) und die Steuerhehlerei (§ 374 AO).

### Österreich
Das Steuerrecht und Finanzstrafrecht Österreichs unterscheidet folgende Finanzvergehen (im Sinne des § 1 Abs 1 FinStrG die in den §§ 33–52 mit Strafe bedrohten Taten, also Handlungen wie Unterlassungen):
- Finanzvergehen im Bereich der Steuern (Steuer-Finanzvergehen):
  - Abgabenbetrug (Hinterziehung, Schmuggel oder Hehlerei mit Beweismittelfälschung oder Scheinhandlungen, § 39)[12]
  - Abgabenhinterziehung (vorsätzliche Verletzung der steuerrechtlichen Verpflichtungen, § 33)
  - Fahrlässige Abgabenverkürzung (Nichtbezahlen von Steuern, Verzugszinsen usw. aus Unachtsamkeit, § 34)
  - Finanzordnungswidrigkeiten (wie Nichteinhaltung von Fristen, §§ 49–51)
- Finanzvergehen im Bereich des Zolls (Zoll-Finanzvergehen), wie Schmuggel und Hinterziehung von Eingangs- oder Ausgangsabgaben (§ 35) respektive Verzollungsumgehung; fahrlässige Verkürzung von Eingangs- oder Ausgangsabgaben (§ 36), nicht angemeldete Einfuhr von ausländischer Währung (Verletzung von Verpflichtungen im Bargeldverkehr § 48b), auch bei Alkohol und Raubkopien
- dazu kommen in beiden Bereichen Abgabenhehlerei (Handel mit Schmuggel-, Verzollungsumgehungs- oder abgabenverkürzter Ware, § 37), Verletzung des Tabakmonopols (Verbotene Herstellung von Tabakwaren, § 43; andere Eingriffe § 44, 45, Monopolhehlerei § 43), Verletzung der Verschlußsicherheit und Herbeiführung unrichtiger Präferenznachweise (Veränderung von Steuerbanderolen, Siegel der Behörden, Dokumenten, § 48, 48a)

Vorsätzliche Finanzvergehen sind Verbrechen im Sinne des § 17 Abs 1 StGB (§ 1 Abs 3 FinStrG), gewerbsmäßige Tatbegehung und insbesondere Bandenkriminalität führt zu schwererer Strafe (§ 38, 38a FinStrG), desgleichen Rückfall (§ 41, 47 FinStrG) und selbstverschuldete Berauschung (§ 52 FinStrG).

### Schweiz
Das Schweizerische Steuerstrafrecht unterscheidet folgende Steuerdelikte:
- Steuerbetrug (durch Urkundenfälschung, Art. 186 DBG); Abgabebetrug (durch arglistiges Verhalten, Art. 14 Abs. 2 VStrR)[12]
- Steuerhinterziehung (vorsätzlich oder fahrlässig, Art. 175 DBG)
- Steuerwiderhandlung (vorsätzlich oder fahrlässig Nichtnachkommen von Vorschriften oder Anordnung trotz Mahnung, Art. 174 DBG)

Weitere Straftatbestände sind etwa Veruntreuung der Quellensteuer (Art. 187 DBG) oder das Führen einer Scheinfirma zwecks Verschleierung von Geldströmen.